# Stazioni ferroviarie di Genova
1 Genova Acquasanta
2 Genova Bolzaneto
3 Genova Borzoli
4 Genova Brignole
La città di Genova, in Italia, è dotata di 26 stazioni e fermate ferroviarie in uso. La maggior parte di queste stazioni sono gestite da Rete Ferroviaria Italiana mentre quattro di esse, tra cui Genova Piazza Manin, sono gestite da AMT.

## Elenco cronologico delle stazioni
| Nome                        | Inaugurazione  | Stato attuale      | Tipologia                                | Gestore             |
| --------------------------- | -------------- | ------------------ | ---------------------------------------- | ------------------- |
| Bolzaneto                   | 1853           | In uso             | Stazione passante in superficie          | RFI                 |
| Pontedecimo                 | 1853           | In uso             | Stazione passante in superficie          | RFI                 |
| Rivarolo                    | 1853           | In uso             | Stazione passante in superficie          | RFI                 |
| Sampierdarena               | 1853           | In uso             | Stazione passante in superficie          | RFI/Centostazioni   |
| Pegli                       | 1856           | In uso             | Stazione passante in superficie          | RFI                 |
| Sestri Ponente              | 1856           | In uso             | Stazione passante in superficie          | RFI                 |
| Piazza Principe             | 1860           | In uso             | Stazione di testa/passante in superficie | RFI/Grandi Stazioni |
| Brignole (1)                | 1868           | Dismessa           | Stazione di testa in superficie          | RFI                 |
| Nervi                       | 1868           | In uso             | Stazione passante in superficie          | RFI                 |
| Quarto dei Mille            | 1868           | In uso             | Stazione passante in superficie          | RFI                 |
| Sant'Ilario                 | 1868           | Venduta            | Stazione passante in superficie          | N/A                 |
| Vesima                      | 1868           | In uso             | Stazione passante in superficie          | RFI                 |
| Voltri                      | 1868           | In uso             | Stazione passante in superficie          | RFI                 |
| San Quirico                 | 1889           | In uso             | Stazione passante in superficie          | RFI                 |
| Acquasanta                  | 1894           | In uso             | Stazione passante in superficie          | RFI                 |
| Borzoli                     | 1894           | In uso             | Stazione passante in superficie          | RFI                 |
| Granara                     | 1894           | In uso             | Stazione passante in superficie          | RFI                 |
| Brignole (2)                | 1905           | In uso             | Stazione di testa in superficie          | RFI/Grandi Stazioni |
| Campi                       | 1914           | Soppressa          | Stazione passante in superficie          | N/A                 |
| Fegino                      | 1914           | Soppressa          | Stazione passante in superficie          | N/A                 |
| Trasta                      | 1914           | Soppressa          | Stazione passante in superficie          | N/A                 |
| Sturla                      | 1915           | In uso             | Stazione passante in superficie          | RFI                 |
| Quinto al Mare              | 1922           | In uso             | Stazione passante in superficie          | RFI                 |
| Piazza Manin                | 1929           | In uso             | Stazione di testa in superficie          | AMT                 |
| San Pantaleo                | 1929           | In uso             | Stazione passante in superficie          | AMT                 |
| Sant'Antonino               | 1929           | In uso             | Stazione passante in superficie          | AMT                 |
| Cappuccio                   | 1929           | In uso             | Stazione passante in superficie          | AMT                 |
| Cornigliano                 | 1930           | In uso             | Stazione passante in superficie          | RFI                 |
| Piazza Principe Sotterranea | 1993           | In uso             | Stazione passante sotterranea            | RFI                 |
| Costa di Sestri Ponente     | 1994           | In uso             | Stazione passante in superficie          | RFI                 |
| San Biagio                  | 2005           | In uso             | Stazione passante in superficie          | RFI                 |
| Via di Francia              | 2005           | In uso             | Stazione passante in superficie          | RFI                 |
| Pra                         | 2006           | In uso             | Stazione passante in superficie          | RFI                 |
| Giuncate                    | prima del 1897 | Soppressa nel 1916 | Stazione passante in superficie          | N/A                 |
| Lojolo                      | prima del 1897 | Soppressa nel 1915 | Stazione passante in superficie          | N/A                 |
| Pietrarugia                 | prima del 1897 | Soppressa nel 1916 | Stazione passante in superficie          | N/A                 |
| Terralba                    | prima del 1897 | Soppressa nel 1915 | Stazione passante in superficie          | N/A                 |
| Via Argiroffo               | prima del 1897 | Soppressa nel 1916 | Stazione passante in superficie          | N/A                 |
| Via Cattaneo                | prima del 1897 | Soppressa nel 1948 | Stazione passante in superficie          | N/A                 |
| Via Tabarca                 | prima del 1897 | Soppressa nel 1915 | Stazione passante in superficie          | N/A                 |